# 宮崎県道224号遠見半島線
宮崎県道224号遠見半島線（みやざきけんどう224ごう とおみはんとうせん）は、宮崎県東臼杵郡門川町から延岡市に至る一般県道である。

## 概要

### 路線データ
- 起点：東臼杵郡門川町大字加草（門川町加草交差点、国道10号交点）
- 終点：延岡市土々呂町（土々呂町交差点、国道10号交点、宮崎県道49号北方土々呂線終点）

## 歴史
- 1995年（平成7年）3月31日 - 宮崎県告示第431号[1]により路線認定される。

## 地理

### 通過する自治体
- 東臼杵郡門川町
- 延岡市

### 交差する道路
| 交差する道路                      | 市町村名 | 市町村名 | 交差する場所 | 交差する場所            |
| --------------------------------- | -------- | -------- | ------------ | ----------------------- |
| 国道10号                          | 東臼杵郡 | 門川町   | 大字加草     | 門川町加草交差点 / 起点 |
| 国道10号 宮崎県道49号北方土々呂線 | 延岡市   | 延岡市   | 土々呂町     | 土々呂町交差点 / 終点   |

### 沿線
- 門川町立草川小学校
- 延岡市立名水小学校